# Urmas Kirs
Urmas Kirs (* 5. November 1966 in Viljandi, Estnische SSR, Sowjetunion) ist ein ehemaliger estnischer Fußballspieler und jetziger -trainer.
Acht Saisons lang spielte er beim estnischen Topverein FC Flora Tallinn, wo er immerhin viermal Meister und zweimal Pokalsieger wurde. Gut ein Jahrzehnt war er Stammkraft in der estnischen Nationalmannschaft, wobei er in 80 Einsätzen insgesamt auch fünf Tore erzielte.

## Erfolge
FC Flora Tallinn
- Estnischer Meister: 1993/94, 1994/95, 1997/98, 1998
- Estnischer Pokalsieger: 1994/95, 1997/98
- Estnischer Supercup: 1998

## Manager
- Im Jahre 2008 war Kirs kurzzeitig Trainer des JK Tarvas Rakvere.[2] Danach folgten Stationen als Trainer des FC Flora Tallinn II und der estnischen U-18-Nationalauswahl. Seit 2013 ist er neben Martin Reim Co-Trainer der estnischen U-21- und U-23-Nationalmannschaft; sowie seit 2014 Cheftrainer des estnischen Fünftligisten JK Visadus.